# 1996-os magyar atlétikai bajnokság
Az 1996-os magyar atlétikai bajnokság a 101. bajnokság volt.

## Helyszínek
- téli dobóbajnokság: február 18., Veszprém (női kalapácsvetés); február 24., Tüzér utca
- mezeifutó bajnokság: március 23., Dunakeszi
- maratoni váltó: március 31., Velence
- férfi 20 és női 10 km-es gyaloglás: április 14., Békéscsaba
- maraton: április 20., Budapest
- Ügyességi csapatbajnokság: május 4., Szilágyi utca
- férfi 50 km és női 20 km-es gyaloglás: május 25., Ózd
- váltóbajnokság: május 5., Szilágyi utca (4 × 200 m, 4 × 1500 m); június 12–14. Csepel (4 × 100 m, 4 × 400 m); szeptember 28., Szilágyi utca (4 × 800 m)
- pályabajnokság: július 12–14., Csepel
- Többpróba: augusztus 31–szeptember 1., Tüzér utca
- félmaraton: szeptember 21., Nyíregyháza

## Eredmények

### Férfiak
| Versenyszám                            | Arany                                                                     | Arany     | Ezüst                                                                       | Ezüst     | Bronz                                                                             | Bronz     |
| -------------------------------------- | ------------------------------------------------------------------------- | --------- | --------------------------------------------------------------------------- | --------- | --------------------------------------------------------------------------------- | --------- |
| 100 m                                  | Alexa Szabolcs Vaker                                                      | 10,57     | Gyulai Miklós Bp. Honvéd                                                    | 10,71     | Dobos György Újpesti TE                                                           | 10,72     |
| 200 m                                  | Dobos György Újpesti TE                                                   | 21,19     | Alexa Szabolcs Vaker                                                        | 21,21     | Gyulai Miklós Bp. Honvéd                                                          | 21,24     |
| 400 m                                  | Szél Tibor Békéscsabai AC                                                 | 47,61     | Hajdú Sándor Vaker                                                          | 47,69     | Nyilasi Péter Újpesti TE                                                          | 47,89     |
| 800 m                                  | Tölgyesi Balázs Alba Regia AK                                             | 1:48,27   | Korányi Balázs Alba Regia AK                                                | 1:48,69   | Árpási Miklós PSAC                                                                | 1:50,26   |
| 1500 m                                 | Tölgyesi Balázs Alba Regia AK                                             | 3:40,25   | Babinyecz József Bp. Honvéd                                                 | 3:48,99   | Povázsai László Bp. Spartacus                                                     | 3:49,60   |
| 5000 m                                 | Káldy Zoltán Újpesti TE                                                   | 14:01,88  | Berkovics Imre BVSC                                                         | 14:15,55  | Kadlót Zoltán Salgótarjáni Öblösüveggyár                                          | 14:17,75  |
| 10 000 m                               | Káldy Zoltán Újpesti TE                                                   | 29:05,3   | Kliszek Tamás Újpesti TE                                                    | 29:17,9   | Kadlót Zoltán Salgótarjáni Öblösüveggyár                                          | 29:20,4   |
| 4 × 100 m                              | Dobos Gábor Kiss Gábor Czebei Zsolt Gyulai Miklós Bp. Honvéd              | 40,65     | Kovács Viktor Kandár Zoltán Dobos György Csillag Levente Újpesti TE         | 40,87     | Maróti László Kormányos Zoltán Kovács Gábor Sipos Gábor Szegedi VSE               | 42,43     |
| 4 × 200 m                              | Markulidesz Anninosz Németh Roland Pintér Béla Béres Sándor TFSE          | 1:27,03   | Eckermann Tibor Bédi Tibor Kelemen Sándor Dombi Zétény Csepel               | 1:27,88   | Sipos Gábor Kormányos Zoltán Maróti László Kovács Gábor Szegedi VSE               | 1:28,42   |
| 4 × 400 m                              | Varga Tamás Tölgyesi Balázs Császár Zoltán Korányi Balázs Alba Regia AK   | 3:14,10   | Szabó Dezső Zsivoczky Attila Rezák Pál Nyilasi Péter Újpesti TE             | 3:14,75   | Adebo Eleso Gyulai Miklós Czebei Zsolt Fajszi Márton Bp. Honvéd                   | 3:18,88   |
| 4 × 800 m                              | Mihalovics Gábor Gyimes Zsolt Töreki András Lenhardt Zoltán TFSE          | 7:53,44   | Császár Zoltán Besnyi Attila Oláh Roland Varga Tamás Alba Regia AK          | 8:01,20   | Pocsai Zoltán Medgyes Gábor Papp Krisztián Pecze Dániel Gödöllői EAC              | 8:05,48   |
| 4 × 1500 m                             | Laczfi Endre Benkő Zsolt Bozán Károly Nagy István Újpesti TE              | 16:13,43  | Mihalovits Gábor Töreki András Pál P Lenhardt Zoltán TFSE                   | 16:24,58  | Kárpáti Zsolt Szemán János Eső András Bierling István VEDAC                       | 16:26,02  |
| 110 m gát                              | Csillag Levente Újpesti TE                                                | 13,76 m   | Magda Szilárd Újpesti TE                                                    | 14,08     | Zsombor Zsolt Bp. Honvéd                                                          | 14,20     |
| 400 m gát                              | Kovács Dusán Vitalitas SE                                                 | 49,88 m   | Kovács Balázs VEDAC                                                         | 53,11     | Béres Sándor TFSE                                                                 | 54,05     |
| 3000 m akadály                         | Banai Róbert Újpesti TE                                                   | 8:53,29   | Kárpáti Zsolt VEDAC                                                         | 8:54,50   | Szemán János VEDAC                                                                | 9:00,78   |
| 20 km gyaloglás                        | Dudás Gyula Szegedi VSE                                                   | 1:21:29   | Urbanik Sándor Békéscsabai AC                                               | 1:22:48   | Lengyel Gábor Szegedi VSE                                                         | 1:30,38   |
| 50 km gyaloglás                        | Urbanik Sándor Békéscsabai AC                                             | 4:00:39   | Czukor Zoltán Pécsi AC                                                      | 4:02:55   | Leczki Ervin Békéscsaba                                                           | 4:12:28   |
| magasugrás                             | Kovács István Szolnoki MÁV MTE                                            | 223 cm    | Szorád Rajmund Csepel                                                       | 220 cm    | Akácz Zoltán Tiszaújváros                                                         | 217 cm    |
| rúdugrás                               | Szabó Dezső Újpesti TE                                                    | 530 cm    | Bagyula István Csepel                                                       | 520 cm    | Kovács Ákos BEAC                                                                  | 520 cm    |
| távolugrás                             | Ordina Tibor Újpesti TE                                                   | 779 cm    | Uzsoki János Újpesti TE                                                     | 774 cm    | Hegedűs András ELTE TK                                                            | 751 cm    |
| hármasugrás                            | Czingler Zsolt Újpesti TE                                                 | 16,51 m   | Boros Csaba Újpesti TE                                                      | 16,49 m   | Benkó Tamás Alba Regia AK                                                         | 16,05 m   |
| súlylökés                              | Kóczián Jenő Újpesti TE                                                   | 18,90 m   | Biber Zsolt Szolnoki MÁV MTE                                                | 17,52 m   | Pénzes Tamás Favorit                                                              | 17,45 m   |
| diszkoszvetés                          | Horváth Attila Haladás VSE                                                | 62,00 m   | Benczenleitner Ottó Haladás VSE                                             | 56,36 m   | Varga Roland III. kerületi TVE                                                    | 54,46 m   |
| kalapácsvetés                          | Annus Adrián Dobó SE                                                      | 76,28 m   | Németh Zsolt Dobó SE                                                        | 74,70 m   | Fábián Zoltán Haladás VSE                                                         | 72,70 m   |
| gerelyhajítás                          | Belák József Újpesti TE                                                   | 72,24 m   | Horváth Gergely CSH 94                                                      | 70,70 m   | Varga Lajos Szegedi Lelkesedés                                                    | 67,56 m   |
| tízpróba                               | Váczi Márk Diósgyőri AC                                                   | 7218      | Kurucz Gábor Bp. Honvéd                                                     | 6504      | Schulek Dávid TFSE                                                                | 6308      |
| félmaraton                             | Káldy Zoltán Újpesti TE                                                   | 1:03:27   | Holba Zoltán BVSC                                                           | 1:03:51   | Jáger Péter BVSC                                                                  | 1:04:07   |
| maraton                                | Laczfi Endre Újpesti TE                                                   | 2:22:56   | Bogár János Békéscsaba                                                      | 2:28:48   | Zabari János Kazincbarcikai VSE                                                   | 2:31:57   |
| mezei futás 10 km                      | Káldy Zoltán Újpesti TE                                                   | 30:02     | Berkovics Imre BVSC                                                         | 30:25     | Sági Ferenc BVSC                                                                  | 30:36     |
| csapat 20 km gyaloglás                 | Dudás Gyula Lengyel Gábor Börcsök Zoltán Szegedi VSE                      | 4:24:55   | Urbanik Sándor Leczki Ervin Tóth Balázs Békéscsabai AC                      | 4:39:28   | Gyöngyös András Záborszki Gergely Királyfalvi László Nyíregyházi VSC              | 4:45:34   |
| csapat 50 km gyaloglás                 | Urbanik Sándor Leczki Ervin Tóth Balázs Békéscsabai AC                    | 12:43:57  | Dudás Gyula Börcsök Zoltán Bondor Csaba Szegedi VSE                         | 14:03:40  | Breznai Béla Váróczi Zsolt Márton Attila Diósgyőri AC                             | 15:18:20  |
| csapat félmaraton                      | Holba Zoltán Jáger Péter Bacskay Zsolt BVSC                               | 3:13:17   | Káldy Zoltán Laczfi Endre Nagy László Újpesti TE                            | 3:17:35   | Lajtos Márton Hoffer Róbert Muhari Gábor Szolnoki MÁV                             | 3:25:51,  |
| csapat maraton                         | Bogár János Szilágyi Árpád Buzai Zsolt Békéscsabai AC                     | 7:18:16   | BVSC                                                                        | 8:00:13   | Gergely Zoltán Magyar Bálint Rákossi Tamás Siófoki Beszédes József AK             | 8:31:56   |
| maratoni váltó (10, 10, 10, 5, 7.2 km) | Molnár Tibor Bacskay Zsolt Sági Ferenc Talabér Attila Berkovics Imre BVSC | 2:10:13   | Baier Tibor Sági Zsolt Fazekas Attila Tóth József Sági József Dunakeszi VSE | 2:13:44   | Kárpáti Zsolt Szemán János Szóka Attila Eső András Szirbek Zsolt VEDAC            | 2:16:27   |
| csapat mezei futás                     | Berkovics Imre Sági Ferenc Holba Zoltán BVSC                              | 12        | Káldy Zoltán Kliszek Tamás Laczfi Endre Újpesti TE                          |           | Bacskay Zsolt Talabér Attila Molnár Tibor BVSC                                    |           |
| csapat magasugrás                      | Kovács Tivadar Kovács István Homoki Árpád Bertán Gábor Szolnoki MÁV MTE   | 200,75 cm | Deutsch Péter Somogyi János Bese Benő Tresch András BEAC                    | 199,25    | Milassin Ákos Schulek Dávid Arday Zsolt Tölgyesi Előd Pécsi AC                    | 187,25 cm |
| csapat rúdugrás                        | Farkas Zoltán László Ferenc Szeredás Bence Kurucz Gábor Bp. Honvéd        | 475,00 cm | Jenisz Gábor Bóka Attila Takáts Roland Balogh László Újpesti TE             | 425,00 cm | Schläffer László Kovács Viktor Stepanien Alex Pénzes Botond Bp. Honvéd B          | 390 cm    |
| csapat távolugrás                      | Ordina Tibor Uzsoki János Czingler Zsolt Csillag Levente Újpesti TE       | 717,25 m  | Margl Tamás Veres András Béres Sándor Veilandics Gábor TFSE                 | 666,25 m  | Benkó Tamás Olasz Tamás Tarr Péter Dobozi Sándor Alba Regia AK                    | 653,50 cm |
| csapat hármasugrás                     | Ordina Tibor Czingler Zsolt Kuzma András Kuzma Gábor Újpesti TE           | 14,780 m  | Benkó Tamás Tarr Péter Dobozi Sándor Olasz Tamás Alba Regia AK              | 14,600 m  | Janovszky Zoltán Szergej Golobokov Kelemen Balázs Voncsina Henrik Ferencvárosi TC | 13,695 m  |
| csapat súlylökés                       | Horváth Attila Benczenleitner Ottó Fábián Zoltán Vida József Haladás VSE  | 15,285 m  | Bogáthy Tamás Varga Zsolt Nagy Ákos Borbás Péter Pécsi AC                   | 14,780 m  | Mészáros Róbert Polák István Dörner Richárd Dörner Gábor Oroszlányi Bányász       | 14,545 m  |
| csapat diszkoszvetés                   | Horváth Attila Benczenleitner Ottó Fábián Zoltán Vida József Haladás VSE  | 53,175 m  | Fazekas Róbert Németh Zsolt Annus Adrián Németh László Dobó SE              | 45,740 m  | Bacskó Sándor Kerekes László Csata Imre Gyurján Tamás NyVSE                       | 45,650 m  |
| csapat kalapácsvetés                   | Fábián Zoltán Vida József Szitás Imre Horváth Norbert Haladás VSE         | 68,735 m  | Németh Zsolt Annus Adrián Haklits András Végh Sándor Dobó SE                | 66,330 m  | Varga Sándor Zentai Tibor Ferenczy Zsolt Konopka Miklós VEDAC                     | 54,815 m  |
| csapat gerelyhajítás                   | Majoros László Erdős Adrián Kocsi Gábor Belényesi Imre Nyíregyházi VSC    | 61,220 m  | Varga Lajos Knipfer Zoltán Bolgár Tamás Herédi István Szegedi Lelkesedés    | 60,735 m  | André László Jermendy Attila Erdélyi György Boros Richárd BEAC                    | 58,675 m  |

### Nők
| Versenyszám            | Arany                                                                          | Arany     | Ezüst                                                                             | Ezüst     | Bronz                                                                              | Bronz     |
| ---------------------- | ------------------------------------------------------------------------------ | --------- | --------------------------------------------------------------------------------- | --------- | ---------------------------------------------------------------------------------- | --------- |
| 100 m                  | Barati Éva Bp. Honvéd                                                          | 11,62     | Vaszi Tünde Bp. Honvéd                                                            | 11,83     | Szabó Gabriella Debreceni EAC                                                      | 11,91     |
| 200 m                  | Barati Éva Bp. Honvéd                                                          | 23,90     | Szabó Gabriella Debreceni EAC                                                     | 23,91     | Petráhn Barbara Győri Dózsa                                                        | 24,23     |
| 400 m                  | Petráhn Barbara Győri Dózsa                                                    | 54,04     | Szekeres Judit Szolnoki MÁV MTE                                                   | 54,10     | Mádai Mónika Zalaegerszegi AC                                                      | 54,79     |
| 800 m                  | Varga Judit Haladás VSE                                                        | 2:06,45   | Barta Viktória Kaposvári Építők                                                   | 2:06,70   | Tusai Brigitta Bp. Honvéd                                                          | 2:07,46   |
| 1500 m                 | Tusai Brigitta Bp. Honvéd                                                      | 4:26,38   | Dóczi Éva VEDAC                                                                   | 4:26,58   | Barta Viktória Kaposvári Építők                                                    | 4:26,60   |
| 5000 m                 | Dóczi Éva VEDAC                                                                | 16:03,58  | Javos Anikó Újpesti TE                                                            | 16:12,64  | Pásztor Kornélia Debreceni MTE                                                     | 16:33,65  |
| 10 000 m               | Pásztor Kornélia Debreceni MTE                                                 | 33:36,32  | Ágoston Zita Hunyadi DSE                                                          | 33:40,91  | Földingné Nagy Judit Győri Dózsa                                                   | 33:42,60  |
| 4 × 100 m              | Eisenhoffer Ágnes Lőrincz Krisztina Barati Éva Steinmetz Éva Bp. Honvéd        | 46,24     | Szekeres Judit Ohlbaum Emese Oláh Judit Árva Petronella Szolnoki MÁV MTE          | 46,91     | Balazsicz Renáta Gróf Andrea Kozáry Ágnes Mádai Mónika Zalaegerszegi AC            | 46,98     |
| 4 × 200 m              | Lőrincz Krisztina Eisenhoffer Ágnes Steimetz Éva Barati Éva Bp. Honvéd         | 1:38,70   | Balazsicz Renáta Baksa Judit Kozáry Ágnes Mádai Mónika Zalaegerszegi AC           | 1:40,02   | Vári Edit Wéber Kinga Szála Anett Erdős Anita TFSE                                 | 1:42,83   |
| 4 × 400 m              | Kozáry Ágnes Mádai Mónika Balazsicz Renáta Gróf Andrea Zalaegerszegi AC        | 3:44,84   | Ray Szilvia Urr Anita Ficsor Bernadett Bori Annamária MTK                         | 3:47,1    | Mészáros Krisztina Tusai Brigitta Eisenhoffer Ágnes Barati Éva Bp. Honvéd          | 3:49,82   |
| 4 × 800 m              | Hecz Katalin Tóth Mónika Csizi Réka Bartha Viktória Kaposvári Építők           | 8:58,38   | Prácser Kinga Papp Júlia Kálovics Anikó Varga Judit Haladás VSE                   | 9:00,38   | Tusai Brigitta Staicu Simona Nemere Nóra Mészáros Krisztina Bp. Honvéd             | 9:00,62   |
| 100 m gát              | Bálint Zita Csepel                                                             | 13,76     | Ináncsi Rita Bp. Honvéd                                                           | 14,08     | Szabó Anikó Debreceni EAC                                                          | 14,40     |
| 400 m gát              | Szekeres Judit Szolnoki MÁV                                                    | 57,12     | Ray Szilvia MTK                                                                   | 58,92     | Szakács Enikő KSI                                                                  | 1:01,42   |
| 10 km gyaloglás        | Szebenszky Anikó Debreceni MTE                                                 | 44:20     | Rosza Mária Békéscsabai AC                                                        | 44:33     | Ilyés Ildikó Alba Regia AK                                                         | 45:00     |
| 20 km gyaloglás        | Rosza Mária Békéscsabai AC                                                     | 1:33:05   | Pesti Mónika Szegedi VSE                                                          | 1:43:16   | Tóth Barbara Bp. Honvéd                                                            | 1:44:39   |
| magasugrás             | Győrffy Dóra BEAC                                                              | 192 cm    | Hegyi Judit VEDAC                                                                 | 184 cm    | Kovács Judit Debreceni MTE                                                         | 181 cm    |
| rúdugrás               | Szabó Zsuzsanna TFSE                                                           | 380 cm    | Juhász Fanni KSI                                                                  | 365 cm    | Németh Krisztina Újpesti TE                                                        | 360 cm    |
| távolugrás             | Vaszi Tünde Bp. Honvéd                                                         | 643 cm    | Bálint Zita Csepel                                                                | 641 cm    | Ináncsi Rita Bp. Honvéd                                                            | 619 cm    |
| hármasugrás            | Bálint Zita Csepel                                                             | 13,33 m   | Vaszi Tünde Bp. Honvéd                                                            | 13,24 m   | Szála Anett TFSE                                                                   | 13,15 m   |
| súlylökés              | Ináncsi Rita Bp. Honvéd                                                        | 14,78 m   | Divós Katalin Dobó SE                                                             | 14.34 m   | Ináncsi Vera Bp. Honvéd                                                            | 14,00 m   |
| diszkoszvetés          | Csőke Katalin Bp. Erőmű                                                        | 49,90 m   | Sugár Barbara Dobó SE                                                             | 49,08     | Divós Katalin Dobó SE                                                              | 49,06     |
| kalapácsvetés          | Dívós Katalin Dobó SE                                                          | 52,24 m   | Sugár Barbara Dobó SE                                                             | 51,52 m   | Puskás Mariann Haladás VSE                                                         | 42,34 m   |
| gerelyhajítás          | Preisinger Ágnes Ferencvárosi TC                                               | 58,14 m   | Szabó Nikolett Ferencvárosi TC                                                    | 56,50 n   | Antal Katalin Ferencvárosi TC                                                      | 53,84 m   |
| hétpróba               | Bálint Zita Csepel                                                             | 5684      | Ináncsi Vera Bp. Honvéd                                                           | 5533      | Kiss Enikő Pécsi AC                                                                | 5387      |
| félmaraton             | Petrik Éva BVSC                                                                | 1:13:36   | Barócsi Heléna Szolnoki MÁV                                                       | 1:14:31   | Jakab Ágnes MAFC                                                                   | 1:15:43   |
| maratoni futás         | Molnár Gizella BVSC                                                            | 2:58:34   | Petrik Éva BVSC                                                                   | 3:00:43   | Papp Andrea SRI Chinmoy                                                            | 3:05:37   |
| mezei futás            | Dóczi Éva VEDAC                                                                | 20:35     | Javos Anikó Újpesti TE                                                            | 20:49     | Barta Viktória Kaposvári Építők                                                    | 21:01     |
| csapat félmaraton      | Petrik Éva Oláh Katalin Visnyei Márta BVSC                                     | 3:49:02   | Jakab Ágnes Edöőcsény Nóra Harsányi Zsuzsanna MAFC                                | 4:02:54   | Csomor Erika Kiss Földvári Anett Szegedi VSE                                       | 4:17:59   |
| csapat maratoni futás  | Molnár Gizella Petrik Éva Dobó Andrea BVSC                                     | 9:16:13   | Hunyadi DSE                                                                       | 10:52:35  | Péti MTE                                                                           | 11:38:57  |
| maratoni váltó         | Oláh Katalin Petrik Éva Bajkó Mária Visnyei Márta Molnár Gizella BVSC          | 2:36:25   | Stupián Mónika Kósné Horváth Marianna Kulics Beatrix Kovács Ida Szabó Anikó VEDAC | 2:38:10   | Ágoston Zita Korán Éva Nardai Erzsébet Kozári Erzsébet Farkas Ágota Hunyadi DSE    | 2:46:38   |
| csapat 10 km gyaloglás | Zsoffay Klára Szécsi Ilona Szuromi Karin BEAC                                  | 2:33:03   | Tóth Boglárka Mezei Éva Tóth Barbara Bp. Honvéd                                   | 2:35:04   | Rosza Mária Szabó Andrea Tóth Ágnes Békéscsabai AC                                 | 2:36:33   |
| csapat 20 km gyaloglás | Tóth Barbara Gruber Orsolya Tóth Boglárka Bp. Honvéd                           | 5:26:45   | Szécsi Ilona Zsuffay Klára Szuromi Karin BEAC                                     | 5:30:57   | Pesti Mónika Bondor Krisztina Igriczy Hajnalka Szegedi VSE                         | 5:44:05   |
| csapat mezei futás     | Dóczi Éva Horváth Mariann Stupián Mónika VEDAC                                 | 20        | Oláh Katalin Visnyei Márta Molnár Gizella BVSC                                    | 25        | Kovács Ida Szabó Amikó Kulics Beatrix VEDAC B                                      | 47        |
| csapat magasugrás      | Ináncsi Vera Ináncsi Rita Szalay Aliz Vaszi Tünde Bp. Honvéd                   | 170,50 cm | Kürti Anikó Virág Kis Ágnes Földvári Anett Galisz Beáta Szegedi VSE               | 160,75 cm | Cséfalvay Szilvia Sztatisz Ágnes Gyurovics Szilvia Szabó Krisztina Ferencvárosi TC | 154,75 cm |
| csapat rúdugrás        | Szabó Zsuzsanna Nagy Csilla Vámosi Zsófia Czemel Krisztina TFSE A              | 342,50 cm | Szemerédi Eszter Miklós Mónika Németh Krisztina Donáth Katalin Újpesti TE         | 332 cm    | Müller Anetta Oravecz Orsolya Butor Barbara Szilágyi Andrea TFSE B                 | 275,00 cm |
| csapat távolugrás      | Vaszi Tünde Ináncsi Vera Ináncsi Rita Szabó Emese Bp. Honvéd                   | 587,00 cm | Szála Anett Butor Barbara Szendrei Edina Molnár Réka TFSE                         | 513,75 cm | Régensperger Andrea Héda Nikoletta Juhász Ivett Léber Petra Favorit                | 510,75 cm |
| csapat hármasugrás     | Szála Anett Pajor Zsuzsa Szilágyi Andrea Szendrei Edina TFSE                   | 11,492 m  | Héda Nikoletta Régensperger Andrea Juhász Ivett Győri Krisztina Favorit           | 11,200 cm | Gáncs Gabriella Vágó Krisztina Szűts Vera Berczi Mónika ELTE TK                    | 10,67 m   |
| csapat súlylökés       | Dívós Katalin Sugár Barbara Magyari Zsuzsa Németh Gyöngyi Szombathelyi Dobó SE | 12,250 m  | Ináncsi Rita Ináncsi Vera Szabó Emese Vaszi Tünde Bp. Honvéd                      | 11,390 m  | Kürti Éva Borbély Anita Hajnal Mária Horváth Viktória Nyíregyházi VSC              | 11,305 m  |
| csapat diszkoszvetés   | Dívós Katalin Sugár Barbara Kertész Tekla Németh Gyöngyi Szombathelyi Dobó SE  | 44,155 m  | Kürti Éva Borbély Anita Hajnal Mária Horváth Viktória Nyíregyházi VSC             | 38,380 m  | Baumgartner Eszter Kékesi Noémi Rohn Csilla Varga Emese TFSE                       | 32,250 m  |
| csapat kalapácsvetés   | Dívós Katalin Sugár Barbara Németh Gyöngyi Gács Éva Szombathelyi Dobó SE       | 41,08 m   | Szabó Erika Puskás Mariann Leibinger Éva Wlassits Gabriella Haladás VSE           | 34,660 m  | Kürti Éva Hajnal Mária Borbély Anita Viraszkó Krisztina                            | 28,810 m  |
| csapat gerelyhajítás   | Preisinger Ágnes Szabó Nikolett Gránitz Andrea Antal Katalin Ferencvárosi TC   | 52,79 m   | Füredi Zsuzsa Baumgartner Eszter Rohn Csilla Kékesi Noémi [TFSE                   | 43,520 m  | Bánfi Evelin Joó Ildikó Fekete Gabriella Ménesi Eszter Szegedi Lelkesedés          | 37,315 m  |

## Téli dobóbajnokság
Férfiak
| Versenyszám   | Arany                            | Arany   | Ezüst                           | Ezüst   | Bronz                           | Bronz   |
| ------------- | -------------------------------- | ------- | ------------------------------- | ------- | ------------------------------- | ------- |
| diszkoszvetés | Horváth Attila Haladás           | 62,38 m | Nagy Ákos Pécsi AC              | 54,54 m | Benczenleitner Ottó Haladás VSE | 51,56 m |
| kalapácsvetés | Annus Adrián Szombathelyi AC'93  | 73,40 m | Németh Zsolt Szombathelyi AC'93 | 72,46 m | Fábián Zoltán Haladás VSE       | 70,96 m |
| gerelyhajítás | Horváth Gergely Csepeli Hungária | 67,98 m | Lévai Csaba Ferencvárosi TC     | 64,32 m | Majoros László Nyíregyházi VSC  | 64,00 m |

Nők
| Versenyszám   | Arany                            | Arany   | Ezüst                            | Ezüst   | Bronz                            | Bronz   |
| ------------- | -------------------------------- | ------- | -------------------------------- | ------- | -------------------------------- | ------- |
| diszkoszvetés | Dívós Katalin Szombathelyi AC'93 | 48,84 m | Csőke Katalin Bp. Erőmű          | 48,80 m | Sugár Barbara Szombathelyi AC'93 | 48,12 m |
| kalapácsvetés | Dívós Katalin Szombathelyi AC'93 | 49,02 m | Puskás Mariann Haladás VSE       | 38,48 m | Pápai Zsuzsa VEDAC               | 36,08 m |
| gerelyhajítás | Szabó Nikolett Ferencvárosi TC   | 54,74 m | Preisinger Ágnes Ferencvárosi TC | 53,00 m | Füredi Zsuzsa TFSE               | 52,30 m |

## Magyar atlétikai csúcsok
- 1500 m 3:35.57 ocs. Tölgyesi Balázs ARAK Atlanta 8. 1.
- n. hármasugrás 14.00 m ocs. Bálint Zita Csepel Budapest 5. 11.
- fp. 4 × 200 m 1:25.53 ocs. Magyar válogatott (Dobos Gábor, Gyulai Miklós, Nyilasi Péter, Maklári Szabolcs) Bécs 2. 17.